# Арберия
Арберия (1190—1255) — первое государственное образование албанцев в местах их компактного проживания. Поначалу Арберия представляла собой небольшое феодальное княжество, которое провозгласил албанский князь Прогон со столицей в городе Круя. Географически Арберия примерно соответствовала северной половине современной республики Албания.

## История

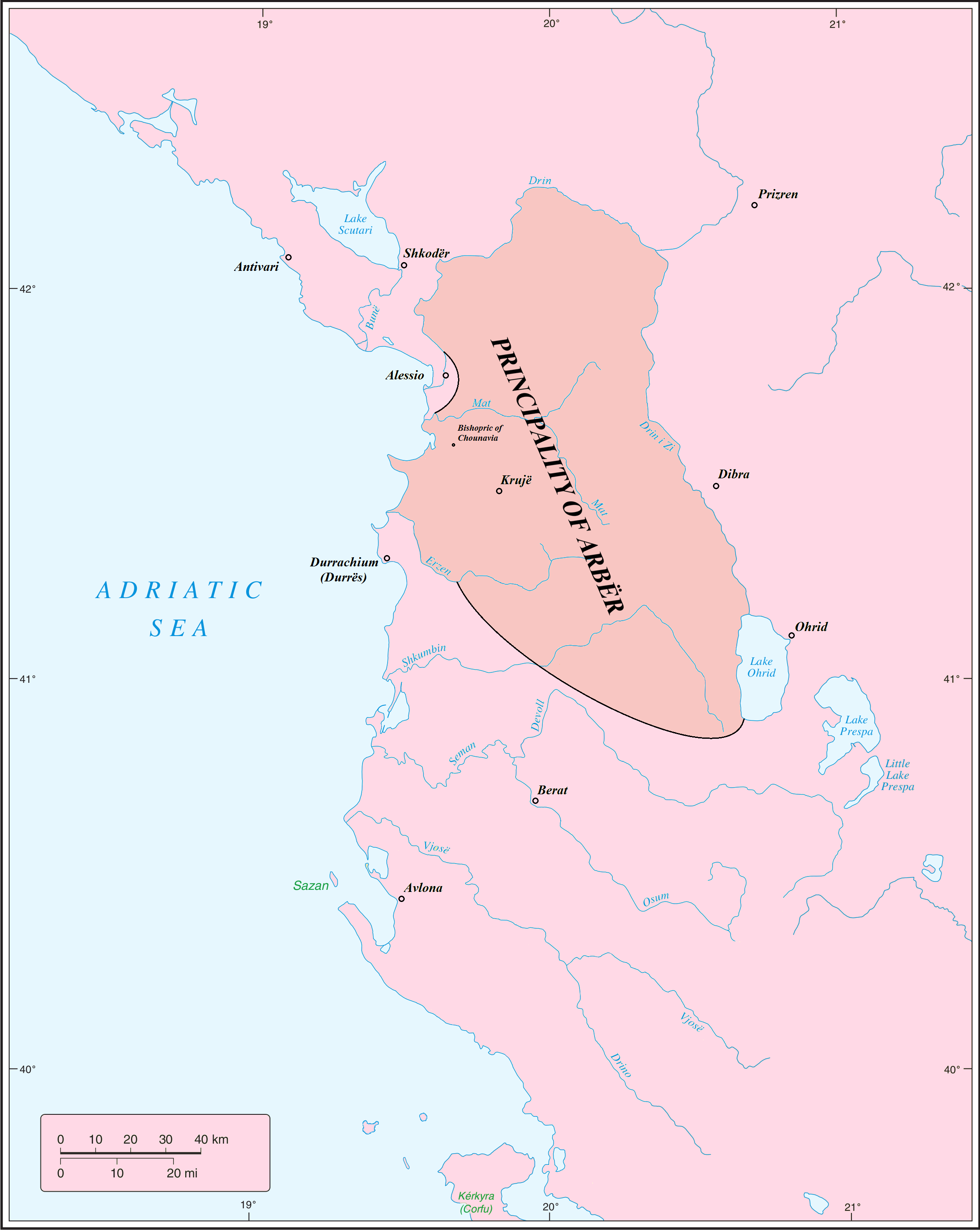
Арберия в XII—XIII вв.

Возникновение княжества объяснялось постепенным ослаблением центральной власти Византийской империи в конце XII века, что усилило центробежные процессы на её периферии. Приблизительно в это же время (1185) возникло Второе Болгарское царство. После 1204 года, когда крестоносцы захватили Константинополь, Арберия фактически стала независимой.
Прогон положил начало первой албанской династии Прогонов. Тем не менее, династически браки с греческими, а позднее и с сербскими династиями предопределили судьбу княжества. К 1255 году греческие войска возрождающейся византийской империи вновь включили Арберию в состав империи Палеологов. Однако, уже в начале XIII века Сербия аннексировала все этнически албанские земли Балкан. Тем не менее, 65-летний опыт первой государственности помог албанцам восстановить свою власть в регионе традиционного проживания в начале XV века, когда в результате ослабления Сербии, Болгарии и Византии здесь возникли новые албанские княжества.